# Сальваторе, Крис
Крис Сальваторе (англ. Chris Salvatore; род. 22 мая 1985) — американский поп-певец, композитор и актёр. ЛГБТ-активист.

## Биография
Крис начал свою карьеру певца / композитора с возраста 15 лет.
Крис начал привлекать внимание после выхода своего первого альбома «After All Is Said And Done» одна из песен которого, «Done To Me», была использована в передаче «My New Bestfriend» на MTV.
В 2006 он решает уехать в Нью-Йорк. В 2009 он переезжает в Лос-Анджелес, где снялся в фильме «Eating Out 3: All You Can Eat».
Его второй альбом «Dirty Love» вышел 27 апреля 2010, а свой третий — «The Sound Of This Beat» 30 ноября того же года..

## Дискография
- 2008: After All Is Said And Done
- апрель 2010: Dirty Love EP
- ноябрь 2010: The sound of this beat
- 2011: Dirty Love — The Remixes

## Фильмография

### Актер
| Год  | Оригинальное название                                              | Жанр            | Роль                |
| ---- | ------------------------------------------------------------------ | --------------- | ------------------- |
| 2007 | Misplaced                                                          | Короткометражка | Jonathon/Джонатан   |
| 2009 | Угрызения 3: Всё, что вы можете съесть Eating Out: All You Can Eat |                 | Zack/Зак            |
| 2011 | Угрызения 4: Театральный кружок Eating Out: Drama Camp             |                 | Zack/Зак            |
| 2011 | Угрызения 5: Отвязный уик-энд Eating Out: The Open Weekend         |                 | Zack/Зак            |
| 2013 | Между прочим By the Way                                            | Короткометражка |                     |
| 2014 | Бро, что случилось? Bro, What Happened?                            |                 | Zack/Зак            |
| 2015 | Отпуск для отца Paternity Leave                                    |                 | Thomas/Томас        |
| 2015 | Paradise Pictures                                                  | ТВ              | Ronald/Рональд      |
| 2016 | Медвежий город 3 BearCity 3                                        |                 | Sebastian/Себастьян |
| 2016 | Merry Exes                                                         |                 | Tyler/Тайлер        |
| 2016 | Nuclear Zombies from Area 51                                       |                 | Will/Вилл           |